# Predator: Hunting Grounds
Predator: Hunting Grounds é um jogo eletrônico multijogador desenvolvido pela IllFonic e publicado pela Sony Interactive Entertainment para PlayStation 4 e Microsoft Windows. Faz parte da franquia Predator.

## Jogabilidade
Predator: Hunting Grounds é um jogo eletrônico multijogador assimétrico. Um jogador controla o Predator, enquanto outros quatro jogam como uma equipe de soldados de operações especiais em uma missão para coletar informações ou eliminar um traficante. O principal elemento é evitar ser caçado pelo Predator ou capturá-lo e matá-lo, que por sua vez será controlado pelo jogador.

## Desenvolvimento
Hunting Grounds foi anunciado na apresentação da State of Play em maio de 2019. Observou-se que o jogo permite cross-play entre o Microsoft Windows e o PlayStation 4. A versão beta do jogo foi lançada em 27 de março de 2020 que estava disponível até 29 de março, com o jogo completo lançado em 24 de abril de 2020.